# Lâu đài Brzeg
Lâu đài Brzeg nằm ở Brzeg, Opole Voivodeship, thuộc vùng Silesia của Ba Lan. Bây giờ là một bảo tàng, các cấu trúc bao gồm lăng mộ triều đại Piast.

## Địa lý
Lâu đài Brzeg nằm trên một vách đá ở phía tây sông Oder, thuộc thành phố Brzeg trên biên giới của Hạ Silesian Voivodeship và các tỉnh Opole Voivodeship ở phía tây nam Ba Lan. Nó nằm gần quốc lộ 39 giữa Namysłów và Strzelin.

## Lịch sử
Những báo cáo sớm nhất về sự tồn tại của lâu đài miêu tả một pháo đài nhỏ với một con hào và những bức tường kiên cố, được xây dựng vào năm 1235 dưới triều đại của Henry I the Bearded. Một tòa tháp vuông gọi là "Tháp sư tử" được xây dựng liền kề lâu đài. Nhánh gia đình Piast, cai trị Duchy of Brzeg, sống trong lâu đài từ năm 1311 đến năm 1675. Vào năm 1342, lâu đài đã trở thành thủ đô của công tước sau đó nó được tân trang lại nhiều lần. Năm 1370, Hoàng tử Ludwik I mở rộng lâu đài và xây dựng nhà nguyện của nó bao gồm lăng mộ triều đại Piast. Trong triều đại của Frederick II của Legnica năm 1544, nhiều tòa nhà đã được thêm vào lâu đài, với việc xây dựng hoàn thành vào năm 1560. Các công trình nhỏ khác được bổ sung và xây dựng trên cấu trúc của hai tòa nhà mới, một sân lớn bao quanh các tòa nhà và xe cứu thương. Các cấu trúc bổ sung được xây dựng trong giai đoạn này bao gồm một cổng tháp là lối vào của cấu trúc. Tượng bán thân của các hoàng tử Piast là một phần của trang trí cổng. Việc sửa đổi trong thiết kế là từ phong cách kiến trúc pháo đài Gothic đến kiểu kiến trúc thời Phục hưng ở Silesia.
Năm 1741, lâu đài đã bị phá hủy bởi quân lực người Phổ trong Chiến tranh Silesian đầu tiên, trong thời gian đó, tàn tích được sử dụng làm nhà kho cho Quân đội Phổ. Sau chiến tranh, thị trấn - được gọi là Brieg trong tiếng Đức - với phần lớn Silesia bị sáp nhập từ Áo đến Phổ. Brieg vẫn thuộc sở hữu của Prusso-German cho đến khi phần lớn Silesia được chuyển sang Ba Lan vào năm 1945, khi khu vực này phải chịu sự trao đổi dân số gần như hoàn toàn.
Trong một vụ hỏa hoạn vào năm 1801, đã có thêm thiệt hại cho lâu đài. Năm 1920, việc xây dựng lại lâu đài bị bỏ hoang bắt đầu, nhưng trong Thế chiến II, thiệt hại cho lâu đài là khá lớn. Lâu đài được xây dựng lại theo phong cách Phục hưng trong năm 1966 - 1978 và một lần nữa từ năm 1980 - 1994. Hiện tại nó đóng vai trò là Bảo tàng của Silesian Piasts (tiếng Ba Lan: Muzeum Piastów ląskich).

## Đặc điểm nổi bật
Lâu đài được xây dựng lại cũng được gọi là "The Silesian Wawel". Nó được xây dựng lại bởi Jakub Parr, Franciscus Pahr và Bernard Niuron từ Ý. Mặt tiền hiện tại của nó được gọi là "một trong những di tích lịch sử tráng lệ nhất thời kỳ Phục hưng ở Trung Âu". Khoảng sân đã được khôi phục với phòng trưng bày ba tầng. Phần phía trong của một số căn phòng ở tầng trệt ở cánh phía đông được bảo quản tốt theo phong cách Phục hưng.

Bảo tàng là một phần của lâu đài, có các cuộc triển lãm theo dõi lịch sử của Silesian Piasts. Một số bức tranh đáng chú ý được trưng bày là từ một bộ sưu tập của Bảo tàng Quốc gia Wrocław và tranh của Michael Leopold Wilmann, một họa sĩ Silesian Baroque nổi tiếng. Bảo tàng cũng có những chiếc quách được bảo quản tốt của công tước Legnica và Brzeg. Có niên đại từ thế kỷ 14, "cung săn bắn thời trung cổ" - một phát hiện khảo cổ từ các cuộc khai quật tại đường Mleczna của Brzeg đã được bảo tồn một cách hoàn hảo của Ba Lan. 

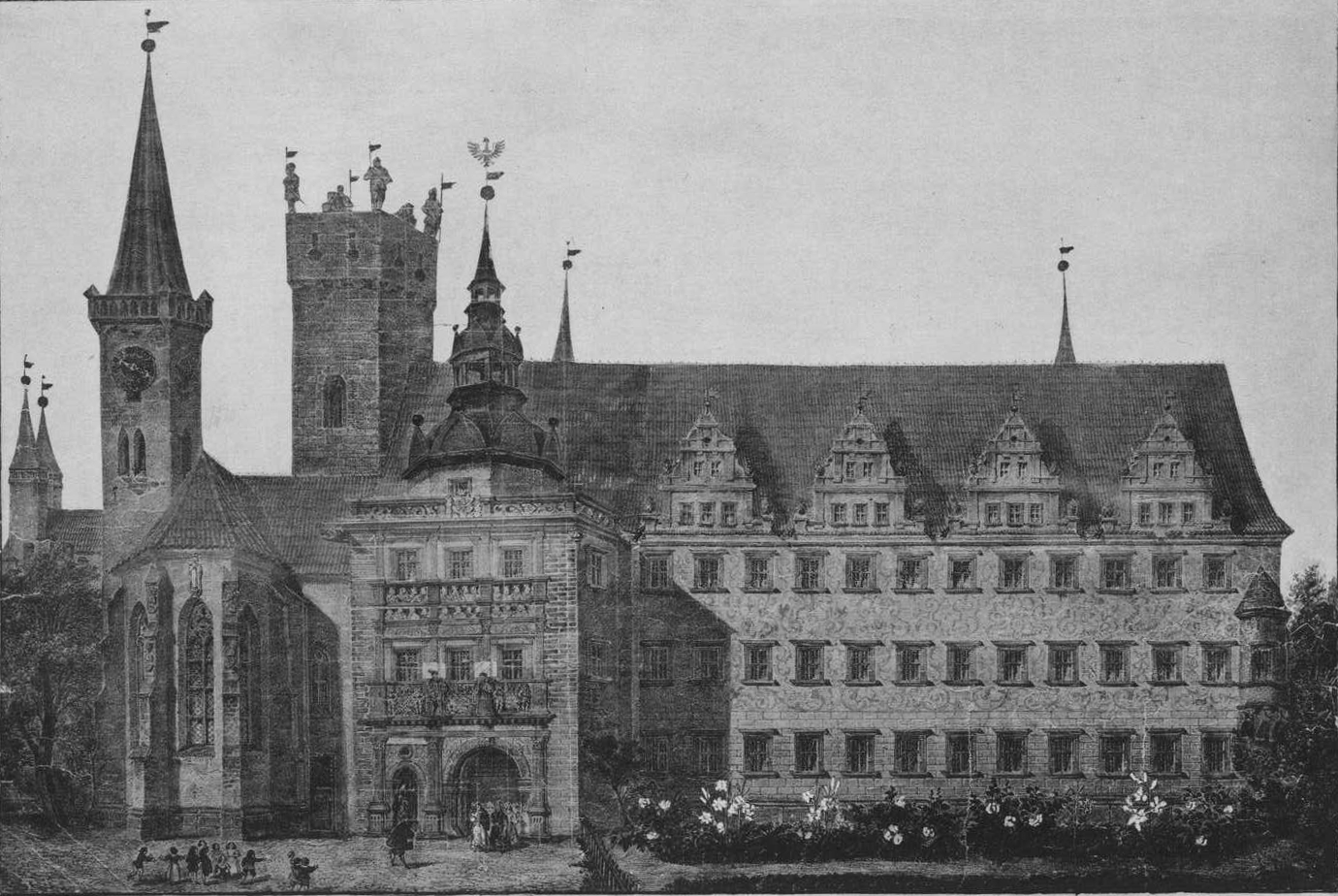
Lâu đài Brzeg vào thế kỷ thứ mười tám
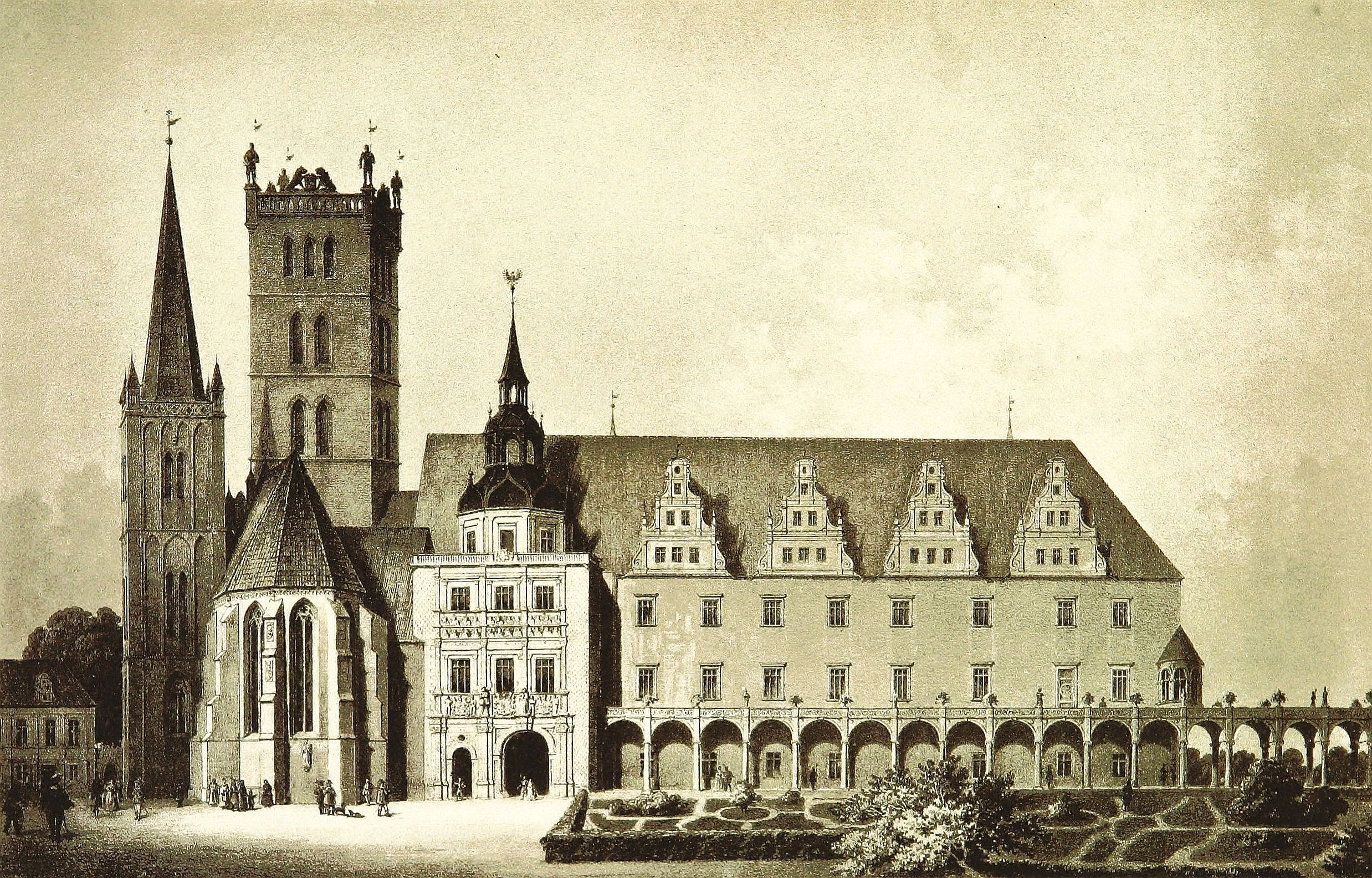
Lâu đài Brzeg vào thế kỷ XIX với tầm nhìn ra vườn
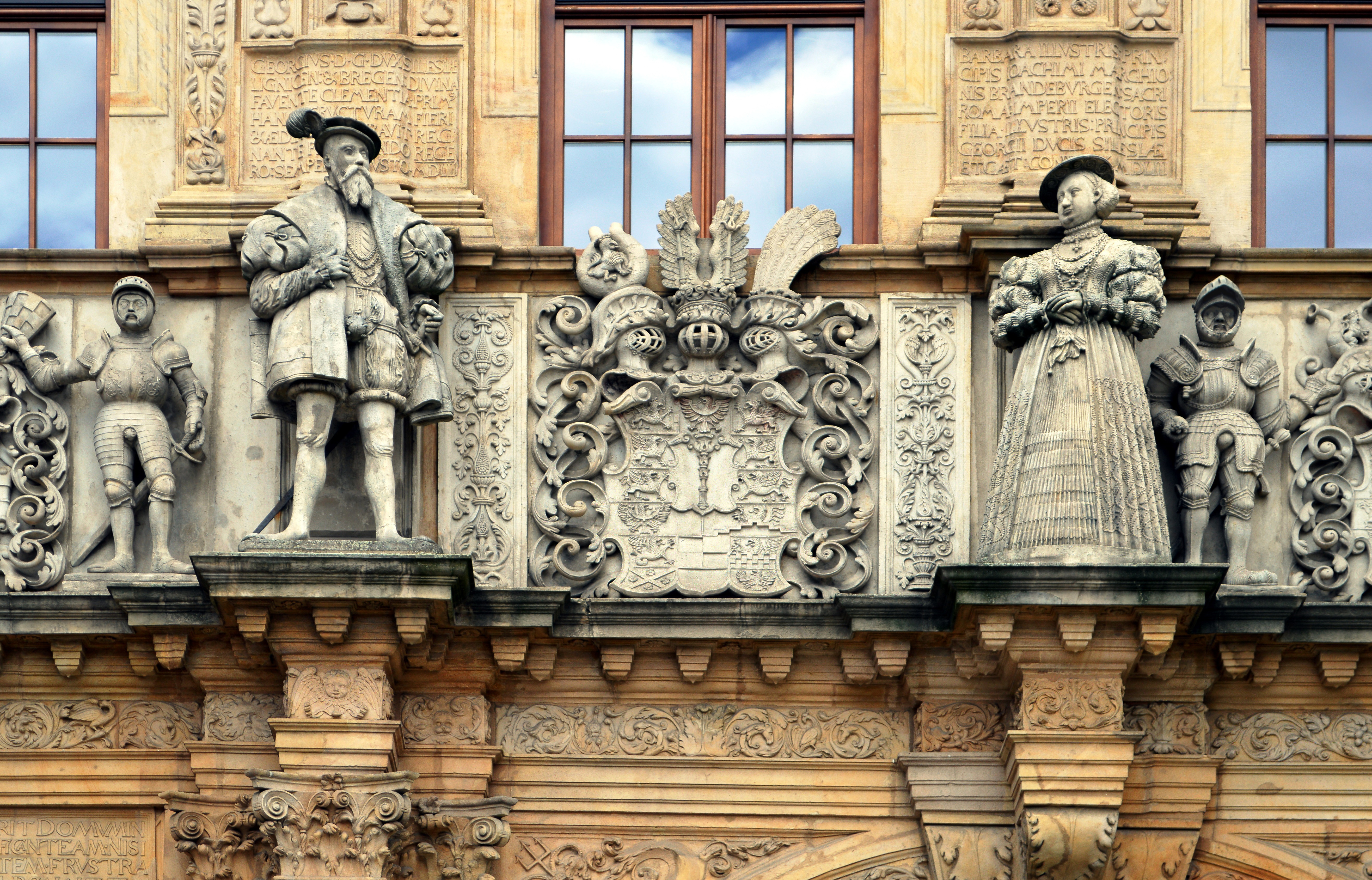
Cổng trước của Brzeg Castle Gatehouse
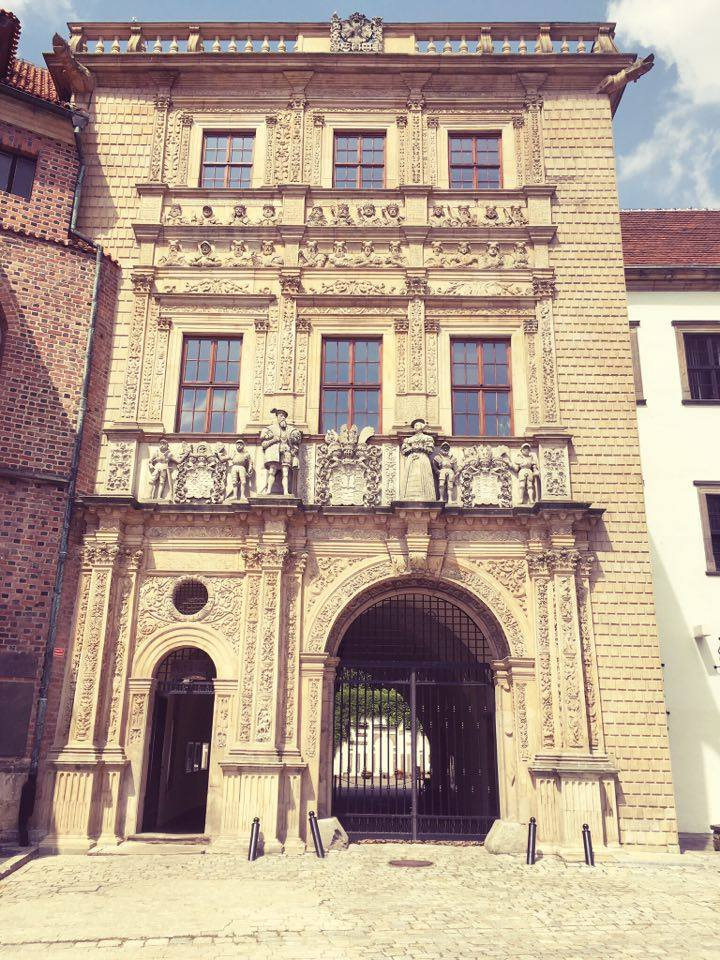
Cổng lâu đài Brzeg